# Heterostigma gonochorica
Heterostigma gonochorica is een zakpijpensoort uit de familie van de Pyuridae. De wetenschappelijke naam van de soort is voor het eerst geldig gepubliceerd in 1965 door Monniot F..